# Mata (Rio Grande do Sul)
Mata is een gemeente in de Braziliaanse deelstaat Rio Grande do Sul. De gemeente telt 5.386 inwoners (schatting 2009).

## Aangrenzende gemeenten
De gemeente grenst aan Jaguari, Jari, São Vicente do Sul en Toropi.

## Bezienswaardigheden
- Museu Padre Daniel Cargnin - Paleontologisch museum
- Het park Parque Paleobotânico, met versteende bomen

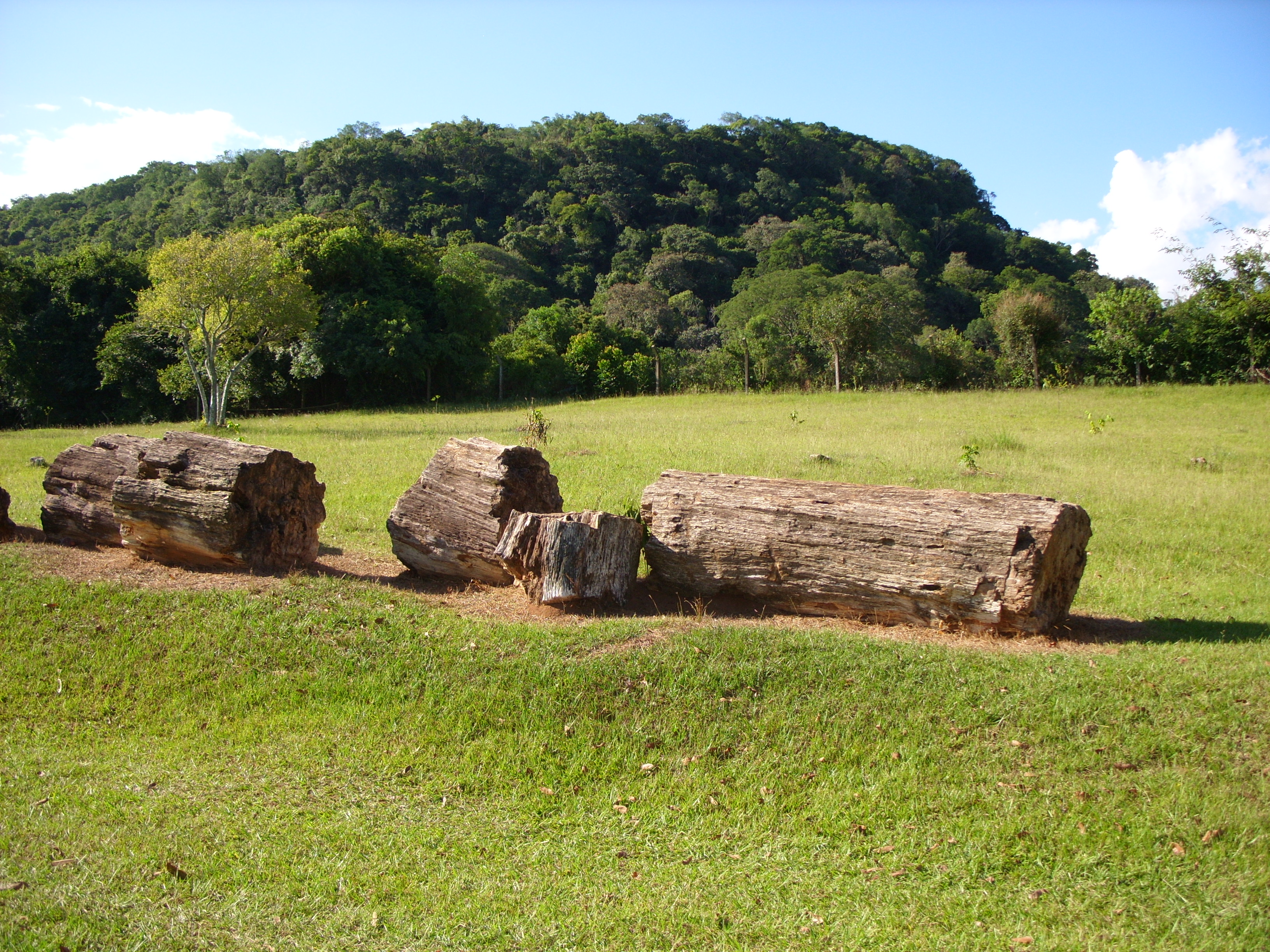
Parque Paleobotânico